# 콘스턴스 우
콘스턴스 톈민 우(Constance Tianming Wu, 1982년 3월 22일 ~ )는 미국의 배우이다. 타이완계 이민자 가정에서 태어났으며 중국어 이름은 우톈민(吳恬敏, 오념민)이다. 타이완계 미국인 가정의 이야기를 다룬 드라마 《프레시 오프 더 보트》의 주연 제시카 역으로 알려져 있다. 그녀는 고등학교를 졸업한 후 2000년에 극단생활을 하였으며 후에 뉴욕주립대학교 퍼처스 칼리지에 입학하여 연극학 학사 학위를 수료받았다

## 출연작 목록

### 영화
- 크레이지 리치 아시안 (2018) - 레이첼 추 역
- 넥스트 젠 (2018)
- 올 더 크리처스 워 스터링 (2018)
- 허슬러 (2019) - 데스티니 역
- 위시 드래곤 (2021) - 딩 어머니 역
- 라일 라일 크로커다일 (2022) - 프림 부인 역

### 텔레비전 드라마
| 연도      | 제목                | 원제                              | 배역          | 비고                                    |
| --------- | ------------------- | --------------------------------- | ------------- | --------------------------------------- |
| 2006      | 성범죄수사대: SVU   | Law & Order: Special Victims Unit | 캔디          | "Underbelly" 에피소드 출연              |
| 2002-04   | 원 라이프 투 리브   | One Life to Live                  | 로딘 리       | 조역                                    |
| 2011      | 토치우드            | Torchwood                         | 쇼니 야마구치 | 시즌4 〈과거로 돌아가다〉 에피소드 출연 |
| 2013      | 코버트 어페어스     | Covert Affairs                    | 웬디 천       | "Rock a My Soul" 에피소드 출연          |
| 2014      | 프랭클린 & 배쉬     | Franklin & Bash                   | 캐럴라인 칠턴 | "Falcon's Nest" 에피소드 출연           |
| 2015      | 어린이 병원         | Childrens Hospital                | 펩시 러마     | "Up at 5"" 에피소드 출연                |
| 2015–현재 | 프레시 오프 더 보트 | Fresh Off the Boat                | 제시카 황     | 주연                                    |
| 2016      | 로열 페인스         | Royal Pains                       | 에이미 장     | "Fly Me to Kowloon" 에피소드 출연       |